# Supercoppa Italiana 2014 (pallamano maschile)
La Supercoppa italiana 2014 è stata l'8ª edizione del torneo di pallamano riservato alle squadre vincitrici, l'anno precedente, la Serie A e la Coppa Italia.
Nella stagione 2013-2014 la Junior Fasano vinse sia il campionato che la Coppa Italia, quindi la seconda finalista fu il Carpi, finalista in Coppa.
Esso è organizzato dalla FIGH, la federazione italiana di pallamano.

## Squadre qualificate
| Squadre       | Qualificazione               | Partecipazioni precedenti (il grassetto indica la vittoria) |
| ------------- | ---------------------------- | ----------------------------------------------------------- |
| Junior Fasano | Vincitore del campionato     | 2 (2008, 2012)                                              |
| Carpi         | Finalista della Coppa Italia | Debuttante                                                  |

## Finale
| Campione d'Italia | Finalista Coppa Italia | Risultato                         |
| ----------------- | ---------------------- | --------------------------------- |
| Junior Fasano     | Carpi                  | Martina Franca, 26 settembre 2014 |
| Junior Fasano     | Carpi                  | 28 - 30 d.t.r.                    |

| Arbitri: | Zendali Riello |

|                                                                                                   |           |                                                                                      |
| Maione 7 Rubino 7 Beharević 3 Brzić 3 Giannoccaro 3 Messina 2 De Santis P. 1 Molineri 1 Taurian 1 | Marcatori | Sperti 6 Carrara 5 Pieracci 4 Vaccaro 4 Bašić 3 Di Matteo 3 Česo 2 Tojčić 2 Molina 1 |